# Борго (кантон)
Борго (фр. Borgo) — один из 15 кантонов департамента Верхняя Корсика, региона Корсика, Франция. INSEE код кантона — 2B06. Корте полностью находится в округе Бастия. В 2015 году из кантона была исключена коммуна Бигулья.

## История
До реформы 2015 года в кантон входило четыре коммуны.
По закону от 17 мая 2013 и декрету от 14 февраля 2014 года количество кантонов в департаменте Верхняя Корсика уменьшилось с 30 до 15. Новое территориальное деление департаментов на кантоны вступило в силу во время выборов 2015 года. 22 марта 2015 года коммуна Бигулья перешла из кантона Борго в кантон Бигулья-Неббио.

## Коммуны кантона
В кантон входят 3 коммуны, из них главной коммуной является Борго.
| №     | Индекс | Коммуна | Оригинальное название | Площадь, км² | Население, чел. (2012) |
| ----- | ------ | ------- | --------------------- | ------------ | ---------------------- |
| 2B042 | 20290  | Борго   | Borgo                 | 37,78        | 7950                   |
| 2B350 | 20290  | Виньяле | Vignale               | 10,69        | 184                    |
| 2B148 | 20290  | Луччана | Lucciana              | 29,16        | 4883                   |

## Состав до 2015 года
| Коммуна | Население, чел. (1999) | Почтовый индекс | Код INSEE |
| ------- | ---------------------- | --------------- | --------- |
| Бигулья | 5 018                  | 20600           | 2B037     |
| Борго   | 5 002                  | 20290           | 2B042     |
| Виньяле | 165                    | 20290           | 2B350     |
| Луччана | 3 794                  | 20290           | 2B148     |

## Политика
Согласно закону от 17 мая 2013 года избиратели каждого кантона в ходе выборов выбирают двух членов генерального совета департамента разного пола. Они избираются на 6 лет большинством голосов по результату одного или двух туров выборов.
В первом туре кантональных выборов 22 марта 2015 года в Корте баллотировались 3 пары кандидатов. С поддержкой 77,19 % Жан Доминици и Шарлот Терриги были избраны на 2015—2021 годы. Явка на выборы составила 45,13 %.
| Мандат | Мандат | Кандидаты                        |                | Партия              | Первый тур | Первый тур |
| Мандат | Мандат | Кандидаты                        | Кол-во голосов | Партия              | % голосов  |            |
| ------ | ------ | -------------------------------- | -------------- | ------------------- | ---------- | ---------- |
| 2015   | 2021   | Тони Карди и Денис-Грасьёз Лека  |                | НФ                  | 586        | 17,11      |
| 2015   | 2021   | Жан Доминици и Шарлот Терриги    |                | Беспартийные правые | 2643       | 77,19      |
| 2015   | 2021   | Шарль Касабьянка и Николь Гменер |                | Левый фронт         | 195        | 5,7        |